# Imane Merga
Imane Merga (ur. 15 października 1988 w Tulu Bolo) – etiopski lekkoatleta, długodystansowiec.

## Osiągnięcia
- brązowy medal w drużynie juniorów podczas mistrzostw świata w biegach przełajowych (Mombasa 2007)
- 4. miejsce na mistrzostwach świata (bieg na 10 000 m, Berlin 2009)
- 1. lokata podczas Światowego Finału IAAF (bieg na 5000 m, Saloniki 2009)
- zwycięzca łącznej punktacji Diamentowej Ligi 2010 w biegu na 5000 metrów[1]
- zajął 5. miejsce w biegu na 5000 metrów podczas pucharu interkontynentalnego (Split 2010)
- złoto indywidualnie i srebro w drużynie podczas mistrzostw świata w biegach przełajowych (Punta Umbría 2011)
- brązowy medal mistrzostw świata (bieg na 10 000 m, Daegu 2011) – Merga był trzeci także w finałowym biegu na 5000 metrów, jednak został zdyskwalifikowany za przekroczenie toru[2]
- zwycięzca łącznej punktacji Diamentowej Ligi 2011 w biegu na 5000 metrów[3].
- złoto drużynowo i srebro indywidualnie podczas mistrzostw świata w biegach przełajowych (Bydgoszcz 2013)

## Rekordy życiowe
- bieg na 5000 metrów – 12:53,58 (2010)
- bieg na 10 000 metrów – 26:48,35 (2011)
- półmaraton – 59:56 (2012)